# Angelo Ziccardi
Angelo Ziccardi, mort le 6 janvier 2019, est une personnalité politique italienne. Il est élu au Sénat en 1972, 1976 et 1979 au collège de Matera

## Crédits
- (en) Cet article est partiellement ou en totalité issu de l’article de Wikipédia en anglais intitulé « Angelo Ziccardi » (voir la liste des auteurs).